# Stephan Horrichem
Stephan Horrichem OPraem (* 21. Dezember 1607 in Erp; † 12. August 1686) war Prior des ehemaligen Prämonstratenserklosters Reichenstein bei Monschau, „Apostel des Venn“.
Stephan Horrichem wurde in Erp (heute Ortsteil von Erftstadt) bei Köln als Sohn eines Halfen geboren. 1627 folgte er seinem älteren Bruder Johannes Horrichem in das Prämonstratenserkloster Steinfeld in der Eifel. 1632 wurde er zum Priester geweiht. Er war zunächst wissenschaftlicher Tätigkeit zugeneigt und erwarb den Abschluss des Magisters der freien Künste. 1637 ging er als Lehrer der Theologie und Subprior nach Steinfeld zurück.
1639, mitten im Dreißigjährigen Krieg, wurde er als Prior mit der Leitung des Klosters Reichenstein in der Eifel beauftragt. In dieser Funktion hatte er sich auch um die Sicherstellung der Seelsorge in den umliegenden Orten zu kümmern. Das Kloster Reichenstein gehörte damals zu den ärmsten Besitzungen des Prämonstratenserordens. Es war nach einem lange zurückliegenden Brand nur notdürftig wieder aufgebaut worden. Durch die Wirrnisse des Krieges war die umliegende Bevölkerung unvorstellbarer Not und Elend ausgesetzt. Viele Dörfer in der Monschauer Gegend waren verwüstet, die Höfe niedergebrannt und ein Teil der Menschen hauste in Wäldern.
Horrichem widmete sich mit ganzem Einsatz dem Trost und Beistand der Not leidenden Bevölkerung. Er zog zum Teil als Bauer verkleidet, um sich selbst vor Übergriffen zu schützen, von Hof zu Hof und von Dorf zu Dorf um Hilfe zu leisten. Dabei erwarb er sich Respekt, Ansehen und gar Verehrung der Not leidenden Bevölkerung. Überliefert ist ein Ereignis aus dem letzten Jahr des Dreißigjährigen Krieges, 1648. Auch nach dem Friedensschluss von Münster und Osnabrück vom Oktober 1648 kam es noch vereinzelt zu kämpferischen Auseinandersetzungen zwischen umherziehenden Soldaten und der Bevölkerung. Am 15. Dezember 1648 fand ein mörderischer Kampf auf dem Friedhof des Eifeldorfs Kalterherberg bei Monschau statt. Horrichem blieb bei den kämpfenden Bauern, die sich auf dem Friedhof gegen Lothringische Soldaten verschanzt hatten, pflegte Verwundete und stand den Sterbenden bei. 56 Bauern fanden bei diesem Kampf den Tod.
Nach dem Ende des katastrophalen Krieges kümmerte sich Horrichem intensiv um den Wiederaufbau der Kirchen im Monschauer Land sowie des ihm anvertrauten Klosters. Zahlreiche Kirchenneubauten in und um Monschau wie beispielsweise die erste Pfarrkirche für Roetgen verdanken ihren Bau der Initiative oder Unterstützung Horrichems. Auch das Kloster Reichenstein blühte unter seiner Leitung wieder auf.

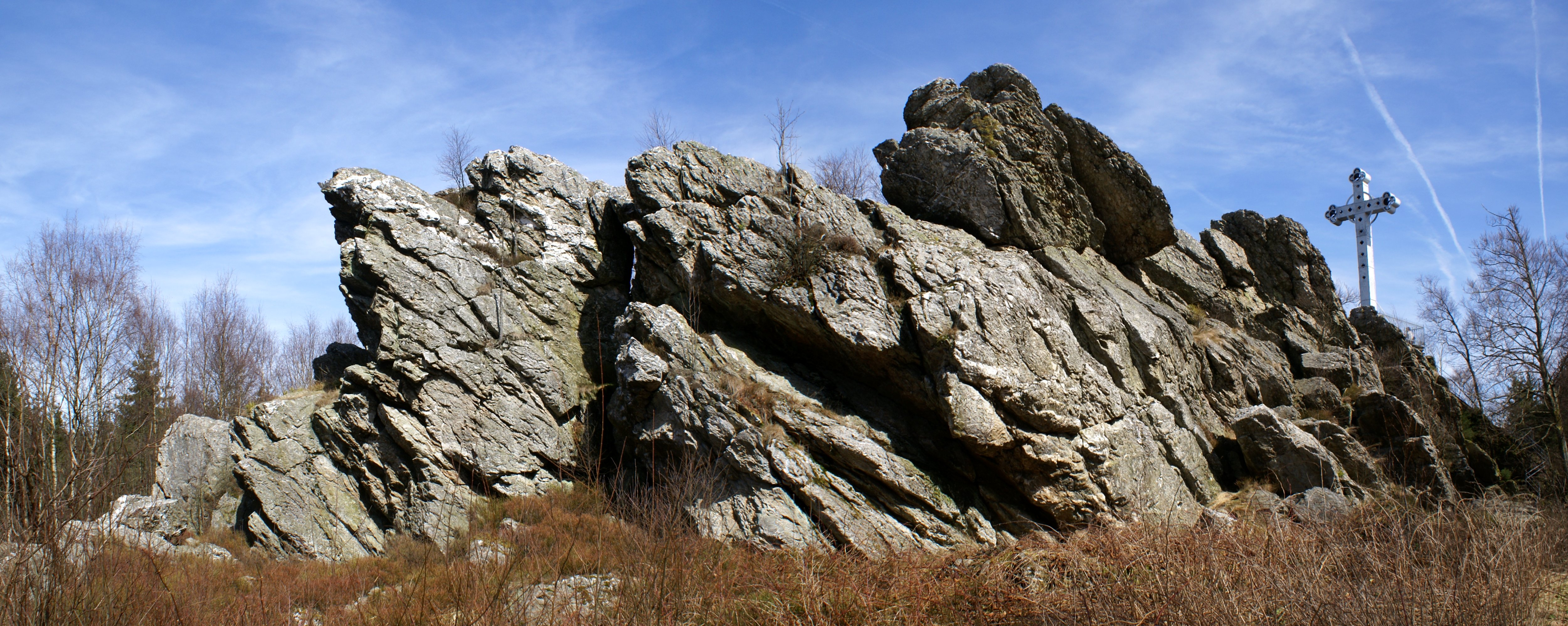
Richelsley mit Kreuz

Horrichem starb nach fast 47-jähriger Tätigkeit für das Kloster und das Monschauer Land am 12. August 1686. Bereits 1711 nannte man ihn den „Apostel des Monschauer Landes“. Ein 6 m hohes Kreuz auf der Richelsley und eine Statue im Eingangsbereich der Kirche St. Lambertus von Kalterherberg erinnern bis heute an ihn.